# Agalmyla rubra
Agalmyla rubra là một loài thực vật có hoa trong họ Tai voi. Loài này được (Merr.) B.L.Burtt mô tả khoa học đầu tiên năm 1968.